# Малый Совнарком

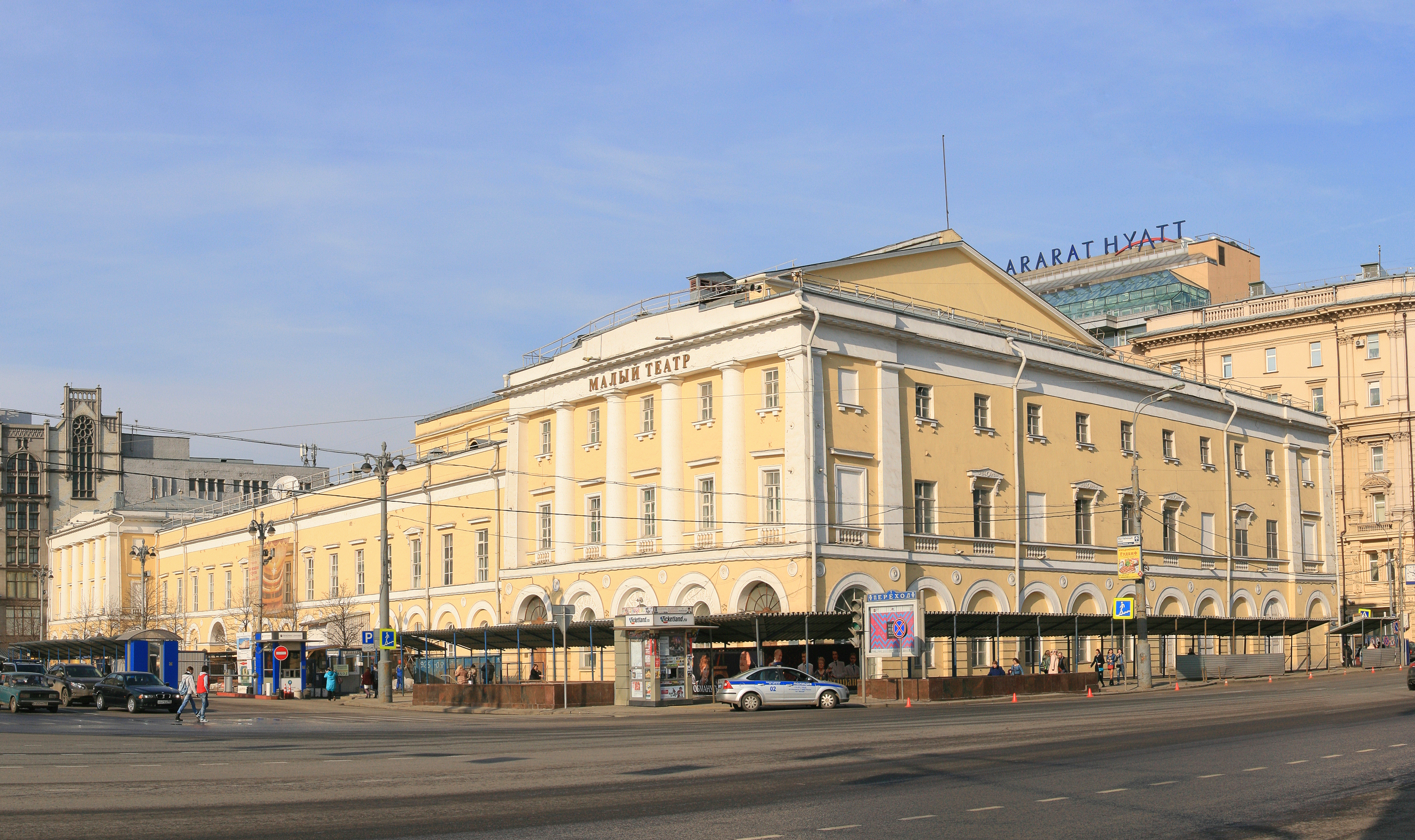
Здание Малого театра, где располагался Малый Совнарком

Ма́лый Совнарко́м (Малый Совет) — обиходное название Комиссии при Совете народных комиссаров РСФСР, образованной в ноябре (по другим источникам — в декабре 1917 года) для оперативного решения мелких вопросов, не требующих созыва правительственной коллегии. Протоколы с решениями Комиссии передавались на утверждение кабинета. В состав Малого СНК первоначально входили представители народных комиссариатов труда, продовольствия и местного самоуправления. Впоследствии депутат от Наркомпрода был замещён депутатом от комиссариата финансов. Несменяемым руководителем Малого Совета был В. И. Ленин.
Комиссия заседала не менее трёх раз в неделю. Все её протоколы, начиная с 20 января 1918 года, регулярно рассматривались на правительственных заседаниях. В дальнейшем Совнарком делегировал ей право утверждения законопроектов от своего имени. На собраниях Комиссии все представители должны были присутствовать лично или присылать своих заместителей. Заседания считались правомочными при наличии двух из трёх постоянных членов, а решения считались принятыми, если за них проголосовали единогласно.

## История
Совет народных комиссаров в первые месяцы после Октябрьской революции был сильно перегружен из-за количества принимаемых постановлений, поэтому во второй половине ноября он принимает ряд мер, направленных на разгрузку повестки своих заседаний. Советское правительство даёт указание секретарю Н. П. Горбунову представить ряд проектов для решения в низовые ведомства и делает заявление, что впредь будет обсуждать резолюции лишь по их рассмотрении в соответствующих учреждениях.
23 декабря 1917 года СНК передал рассмотрение второстепенных вопросов Малому Совету, куда вошли наркомы по военным делам, труда и продовольствия. Учитывая занятость руководителя военного ведомства Н. И. Подвойского, правительство приняло решение заменить его наркомом местного самоуправления В. Е. Трутовским. Первое запротоколированное заседание Малого Совета состоялось 9 января 1918 года. С 23 января он стал называться Комиссией при Совете Народных Комиссаров. Правительство разработало специальное положение об организации, составе и основах её деятельности.
В годы проведения политики «военного коммунизма» её функции и состав постепенно расширились. Постановление СНК РСФСР от 26 марта 1918 года утверждало новый состав Малого Совета, периодичность его заседаний и порядок утверждения протоколов. На заседаниях Комиссии также получили право совещательного голоса правительственные секретари и все члены кабинета. Начиная с 1 июня 1920 года, она осуществляла предварительную подготовку вопросов для заседаний СНК, готовила проекты резолюций по вопросам бюджета и законодательства, контролировала исполнение постановлений наркоматами. В её состав также были включены представители ВСНХ, ВЦСПС и всех ведущих правительственных ведомств.
Во время проведения новой экономической политики полномочия Малого Совета вновь сократились и были сведены к первоначальным. Постановление СНК РСФСР от 22 апреля 1922 года сокращало состав членов Комиссии, ликвидировало её распорядительные заседания, передавало ряд вопросов на решение народного комиссариата финансов. В связи с образованием СССР Малый Совнарком был упразднён.

## Руководители
- Козловский, Мечислав Юльевич
- Галкин, Александр Владимирович